# Lauri Vilkko
Lauri Vilkko (* 13. August 1925 in Rautjärvi; † 13. Oktober 2017 in Tuusula) war ein finnischer Pentathlet und Armeeoffizier.

## Karriere
Vilkko nahm an den Olympischen Spielen 1948 in London und 1952 in Helsinki teil. 1948 verpasste er als Vierter nur knapp eine Medaille. Vier Jahre später schloss er die Einzelkonkurrenz auf dem siebten Rang ab. Im neu geschaffenen Mannschaftswettbewerb gewann er mit Olavi Mannonen und Olavi Rokka die Bronzemedaille.
Bei Weltmeisterschaften gewann er 1949 sowohl in der Einzel- als auch in der Mannschaftswertung die Vizeweltmeisterschaft. Im Jahr darauf wiederholte er mit der Mannschaft diesen Erfolg, während er im Einzel diesmal Rang drei belegte. 1951 gewann Vilkko erneute im Einzel und mit der Mannschaft den Vizetitel. 1951 und 1952 wurde er finnischer Meister.
Vilkko war Armeeoffizier und ging 1985 als Oberst in den Ruhestand. Er leitete unter anderem die Topografieabteilung der finnischen Armee.